# Museo Nacional de Mali
El Museo Nacional de Mali (francés: Musée national du Mali) es un museo arqueológico y antropológico situado en Bamako, la capital de Mali. Presenta exposiciones permanentes y temporales sobre la prehistoria de Mali, así como los instrumentos musicales, vestuario y objetos rituales asociados con los diversos grupos étnicos de Mali.

## Historia
El Museo Nacional se inició bajo el gobierno francés como el Museo de Sudán, que forma parte del Instituto Francés sobre África del Norte (IFAN) bajo Théodore Monod. Fue inaugurado el 14 de febrero de 1953, bajo la dirección del arqueólogo ucraniano Y. Shumowskyi, quien había trabajado en el museo desde hace nueve años, la recopilación de la mitad (cerca de 3000 resultados) de la funda de hoy. Con la independencia de la República de Mali en 1960, el Museo de Sudán se convirtió en el Museo Nacional de Mali, con los nuevos objetivos de promover la unidad nacional y la celebración de la cultura tradicional de Mali. Sin embargo, la falta de medios financieros y la ausencia de personal calificado causado cierto deterioro de las colecciones del museo.

## Nueva Ubicación y fondos
El 30 de marzo de 1956, el Museo Nacional se trasladó a una nueva estructura de cemento, creado por el arquitecto Jean-Loup Pivin de los diseños tradicionales de Mali. Desde las elecciones de 1996 del ex arqueólogo Alpha Oumar Konaré a la presidencia de Mali, los fondos del museo se ha incrementado considerablemente, dejando entre los mejores de África Occidental. El museo recibe a menudo parte del Encuentro africano de fotografía, la fotografía una actividad bianual. En 2006 obtuvo un Premio Príncipe Claus.